# Воден мършояден бръмбар
Водните мършоядни бръмбари (Sphaeridium scarabaeoides) са вид насекоми от семейство Водолюбиви насекоми (Hydrophilidae).
Таксонът е описан за пръв път от Карл Линей през 1758 година.